# Чемпіонат Німеччини з хокею 2010—2011
Чемпіонат Німеччини з хокею 2011 — 94-й чемпіонат Німеччини з хокею, чемпіоном став Айсберен Берлін. Чемпіонат тривав з 3 вересня 2010 року по 13 березня 2011 року. Матчі серії плей-оф проходили з 23 березня по 23 квітня 2011 року.

## Регулярний сезон
| М   | Команда                 | І  | В  | ВО | ВБ | ПО | ПБ | П  | Ш       | О  |
| --- | ----------------------- | -- | -- | -- | -- | -- | -- | -- | ------- | -- |
| 1.  | Грізлі Адамс Вольфсбург | 52 | 26 | 3  | 2  | 6  | 2  | 13 | 156:116 | 96 |
| 2.  | ДЕГ Метро Старс         | 52 | 26 | 3  | 3  | 2  | 1  | 17 | 174:158 | 93 |
| 3.  | Айсберен Берлін         | 52 | 24 | 1  | 5  | 5  | 1  | 16 | 161:138 | 90 |
| 4.  | Крефельдські Пінгвіни   | 52 | 23 | 0  | 4  | 6  | 3  | 16 | 143:130 | 86 |
| 5.  | Ганновер Скорпіонс      | 52 | 24 | 1  | 1  | 1  | 4  | 21 | 154:160 | 81 |
| 6.  | Інгольштадт             | 52 | 19 | 6  | 3  | 3  | 1  | 20 | 153:143 | 79 |
| 7.  | Адлер Мангейм           | 52 | 20 | 2  | 5  | 1  | 4  | 20 | 131:137 | 79 |
| 8.  | ХК Мюнхен               | 52 | 18 | 4  | 4  | 4  | 2  | 20 | 163:161 | 76 |
| 9.  | Кельнер Гайє            | 52 | 16 | 3  | 6  | 6  | 1  | 20 | 159:162 | 73 |
| 10. | Томас Сабо Айс Тайгерс  | 52 | 20 | 2  | 2  | 2  | 2  | 24 | 138:165 | 72 |
| 11. | Гамбург Фрізерс         | 52 | 15 | 4  | 4  | 5  | 3  | 21 | 135:161 | 69 |
| 12. | Ізерлон Рустерс         | 52 | 17 | 1  | 3  | 4  | 5  | 22 | 150:159 | 68 |
| 13. | Штраубінг Тайгерс       | 52 | 15 | 5  | 4  | 1  | 3  | 24 | 145:159 | 67 |
| 14. | Аугсбург Пантерс        | 52 | 16 | 0  | 4  | 4  | 3  | 25 | 162:175 | 63 |

Скорочення: М = підсумкове місце, І = ігри, В = перемоги, ВО = перемога в овертаймі, ВБ = перемога по булітах, ПО = поразки в овертаймі, ПБ = поразки по булітах, П = поразки,  Ш = закинуті та пропущені шайби, О = набрані очки
Згідно з регламентом, за перемогу — 3 очки, за перемогу в овертаймі та по булітах — 2 очки, поразка в овертаймі та по булітах — 1 очко, поразка — 0 очок.

## Кваліфікація
- Адлер Мангейм — Томас Сабо Айс Тайгерс 3:2, 3:2
- ХК Мюнхен — Кельнер Гайє 3:4 ОТ, 3:4

## Плей-оф

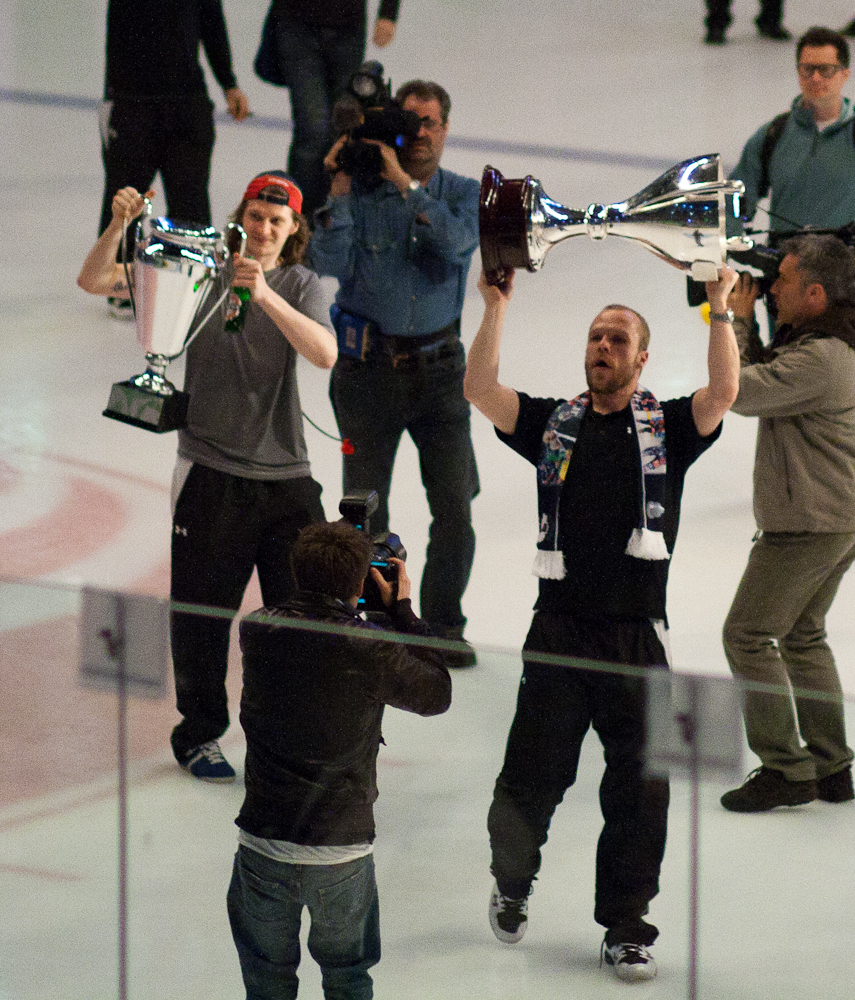
Штефан Ушторф з чемпіонським Кубком Німеччини, Александр Вайс з Європен Трофі

### Чвертьфінали
- ДЕГ Метро Старс — Адлер Мангейм 2:7, 3:2, 1:0, 5:2
- Крефельдські Пінгвіни — Ганновер Скорпіонс 6:4, 3:5, 3:4 ОТ, 3:2, 5:1
- Грізлі Адамс Вольфсбург — Кельнер Гайє 4:1, 5:1, 4:2
- Айсберен Берлін — Інгольштадт 5:3, 4:3, 2:3, 4:1

### Півфінали
- Грізлі Адамс Вольфсбург — Крефельдські Пінгвіни 4:2, 4:3 ОТ, 2:1 ОТ
- ДЕГ Метро Старс — Айсберен Берлін 3:2 ОТ, 1:5, 4:2, 3:4 ОТ, 1:3

### Фінал
- Грізлі Адамс Вольфсбург — Айсберен Берлін 2:4, 4:5, 4:5